# Collines du Prosecco de Conegliano et Valdobbiadene
Les Collines du Prosecco de Conegliano et Valdobbiadene  est une zone naturelle située entre Conegliano et Valdobbiadene, dans la province de Trévise au nord-est de l'Italie. Le site de caractéristiques urbanistiques et paysages typiques anciennes est émaillé de vignobles cultivés de façon artisanale sur des pentes abruptes produisant un vin renommé le Prosecco.
Depuis juillet 2019 la zone fait partie du Patrimoine mondial de l’UNESCO,.